# Apol·lònides Orapi
Apol·lònides Orapi (en llatí Apollonides Orapius o Horapius, en grec Ἀπολλωνίδης) fou un escriptor grec que va escriure un llibre sobre Egipte titulat Semenuthi (Σεμενουθί) i segurament altres llibres sobre temes històrics i religiosos dels egipcis.